# Jan Rogowicz
Jan Rogowicz (ur. 18 kwietnia 1946 w Dąbrowie Górniczej, zm. 11 października 2001 w Sosnowcu) – polski siatkarz i trener siatkówki, reprezentant Polski, mistrz kraju i zdobywca Pucharu Europy Mistrzów Krajowych z Płomieniem Milowice.

## Kariera sportowa

### Zawodnik
W I lidze debiutował w sezonie 1970/1971 w barwach Płomienia Milowice. Ze swoim klubem zdobył mistrzostwo Polski w 1977 i 1979, wicemistrzostwo Polski w 1975 i 1976, brązowy medal mistrzostw Polski w 1974, a w 1978 wywalczył także Puchar Europy Mistrzów Krajowych.
W latach 1969–1970 wystąpił w 15 spotkaniach I reprezentacji Polski, m.in. na turnieju o Puchar Świata w 1969 (8. miejsce).

### Trener
Po zakończeniu kariery zawodniczej pracował w macierzystym klubie jako trener, m.in. był asystentem Waldemara Wspaniałego w męskiej drużynie I-ligowej w latach 1983–1985, a żeńską drużyną wywalczył wicemistrzostwo Polski w 1989 i brązowy medal mistrzostw Polski w 1990.
Jego żoną była Bożena Waloch.